# Endochironomus meinerti
Endochironomus meinerti är en tvåvingeart som först beskrevs av Jean-Jacques Kieffer 1918.  Endochironomus meinerti ingår i släktet Endochironomus och familjen fjädermyggor.
Artens utbredningsområde är Danmark. Inga underarter finns listade i Catalogue of Life.